# Sunmi
Lee Sun-mi (em coreano: hangul: 이선미; hanja: 李善美; romaniz.: Romanização revisada: I Seon-mi; McCune-Reischauer: Ri Sŏn-mi; nascida em Iksan, Jeolla do Norte, Coreia do Sul, em 2 de maio de 1992), mais frequentemente creditada apenas como Sunmi (em coreano: hangul: 선미 hanja: 善美; romaniz.: Romanização revisada: Seon-mi; McCune-Reischauer: Sŏn-mi; estilizado em letras maiúsculas), é uma cantora, compositora, musicista,produtora musical e dançarina sul-coreana. Ficou popularmente conhecida por ter sido integrante do grupo feminino de k-pop da JYP, Wonder Girls. Em agosto de 2013, realizou sua estreia como solista com o lançamento do single "24 Hours". É uma das solistas mais bem sucedidas do k-pop.

## Primeiros anos
Sunmi nasceu em 2 de maio de 1992 em Iksan, Jeolla do Norte, Coreia do Sul. Frequentou a Escola Primária de Hwangnam, a Escola Secundária Chungdam, e atualmente frequenta a Universidade Dongguk, especializando-se em Teatro Musical. Ela adotou o sobrenome de seu padrasto, Lee, enquanto estava na universidade e fundiu seu nome e sobrenome, tornando-se Lee Sun-mi.

## Carreira

### 2004–2006: Pré-estréia
Sunmi foi descoberta pela JYP Entertainment enquanto ainda frequentava a escola primária, sendo recrutada pela agência em meados de 2004. Depois de treinar por um ano e seis meses, ela foi selecionada para estrear no grupo Wonder Girls, sendo a quarta integrante do grupo. Ela então se mudou e treinou por um ano com as outras membros do grupo, com um período de treinamento de dois anos e meio.
Depois de mais de um ano de treinamento, sua agência decidiu que era hora do grupo debutar. Antes de estrear, o grupo participou de um reality show chamado MTV Wonder Girls, que acompanhava as integrantes se preparando para a estreia. O show foi transmitido de 22 de setembro de 2006 a 22 de fevereiro de 2007.

### 2007–2010: Estréia com Wonder Girls e saída temporária
A formação final do grupo contou com Sunye, Yeeun, Sohee, Hyuna e Sunmi; e Wonder Girls finalmente fez sua estréia em 10 de fevereiro de 2007, no Show! Music Core da MBC, com o single "Irony". O álbum de estréia do grupo, The Wonder Begins, foi lançado em 13 de fevereiro de 2007, que também incluiu o single "Irony".
Em 22 de janeiro de 2010, a JYP Entertainment anunciou, por meio de uma declaração oficial, que Sunmi deixaria o grupo para terminar seus estudos. A JYP Entertainment mencionou que ela não se afastaria do meio artístico e que sua saída não era oficial, se convertendo em uma membro inativa do grupo. Mais tarde, foi anunciado que a decisão do recesso de Sunmi foi, em parte, devido à pressão que sua mãe exercia sobre ela, porque quando ela morou nos Estados Unidos, as meninas já haviam feito uma pausa nos estudos, e sua mãe queria que ela continuasse estudando. Sunmi também mencionou que sua família já tinha passado por dificuldades financeiras que a impediram de se manter estudando, e agora que ela poderia fazê-lo, Sunmi queria aproveitar a oportunidade. Ela então retornou para a Coreia do Sul e retomou seus estudos. Em 11 de fevereiro de 2011, foi anunciado que ela havia ingressado na Universidade Dongguk, onde se especializou em artes cênicas.

### 2013–2016: Estréia como solista e retorno às Wonder Girls
Em 5 de agosto de 2013, após 3 anos de hiatus, um representante da JYP Entertainment confirmou que Sunmi logo voltaria para a indústria da música como artista solo, tornando-se a primeira cantora da empresa a fazê-lo. Em 12 de agosto, a JYP Entertainment revelou três imagens teaser de Sunmi, mostrando-a com cabelo curto e rosa em uma roupa branca simples, com um texto em preto que dizia: "24 horas não é suficiente", além de confirmar que o videoclipe do single seria lançado em 20 de agosto, e digitalmente em 26 de agosto.

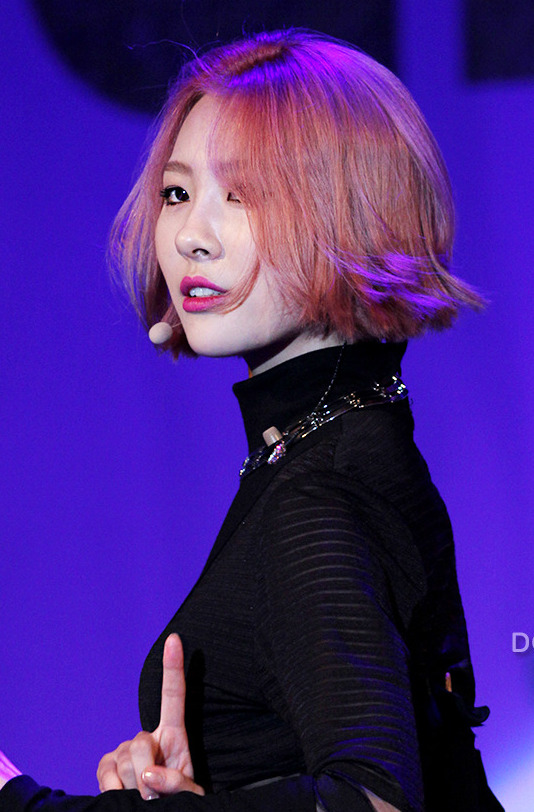
Sunmi cantando "24 Hours" no Green Ribbon Marathon Hope Concert, em setembro de 2013.

Em 13 de agosto, um vídeo teaser do videoclipe foi revelado, mostrando Sunmi sentada assistindo a um relógio, e depois, junto de um homem. Em 15 de agosto, um segundo vídeo do MV foi revelado, onde Sunmi foi mostrada dançando tango nos braços de um homem, enquanto cantava o refrão da música. Em 20 de agosto, o videoclipe de "24 Hours" foi finalmente lançado, uma música pop-tango produzida por J.Y. Park com um conceito adulto e sensual, totalmente diferente do que Sunmi fez em Wonder Girls. Ela teve sua estréia em 23 de agosto, apresentando "24 Hours" no M! Countdown da Mnet. Em 26 de agosto, o single foi lançado digitalmente. "24 Hours" foi um sucesso e teve uma reação positiva, alcançando o primeiro lugar em muitas paradas sul-coreanas, como Mnet, Melon, Soribada, entre outras.
Em 31 de janeiro de 2014, uma representante da Sunmi anunciou que voltaria em meados de fevereiro, com o lançamento de seu primeiro EP, que conteria cinco ou seis novas músicas, além de mencionar que provavelmente o single principal do álbum seria produzido por J.Y. Park. Sua agência confirmou mais tarde que a data de publicação do álbum seria em 17 de fevereiro. Em 6 de fevereiro, Sunmi revelou duas imagens de seu retorno, onde no primeiro ela estava sentada em um quarto escuro que estava sendo iluminado por uma grande lua, e no segundo ela estava sentada em um telhado, enquanto uma lua cheia brilhava sobre ela, além disso, as duas fotos revelaram o título do EP, Full Moon. Durante os dias seguintes, Sunmi revelou três outras imagens teaser, e a tracklist do EP, onde foi confirmado que o single promocional do disco seria "Full Moon". Entre 11 e 13 de fevereiro, dois teasers do videoclipe foram revelados, mostrando um conceito de vampiro. Em 17 de fevereiro, o videoclipe de "Full Moon" foi finalmente lançado, produzido por Brave Brothers e uma colaboração entre Sunmi e a ex-aprendiz do JYP, Lena Ahn. Tanto o EP quanto o single receberam uma ótima recepção do público, alcançando o topo de várias listas importantes de músicas da Coreia. O single obteve o segundo lugar muitas vezes nos programas de música, mas não foi até 2 de março no Inkigayo da SBS, quando obteve sua primeira vitória em um programa de música com "Full Moon", sendo também sua primeira vitória e seu primeiro prêmio em sua carreira como solista.
Em 24 de junho de 2015, a JYP Entertainment confirmou à OSEN que Wonder Girls estaria retornando em agosto após 3 anos de hiatus, e que Sunmi se juntaria ao grupo, juntando-se a este retorno como um grupo de quatro meninas, também composto de por Yeeun, Yubin e o membro que se juntou ao grupo após sua saída temporária, Hyerim. Então foi confirmado que o grupo mudaria seu conceito e se tornaria de um grupo "idol dance" para um grupo "idol band", no qual cada um dos membros estaria encarregado de um instrumento, além de confirmar que seu retorno seria o 3 de agosto.

### 2017–2018: Saída de Wonder Girls, "Gashina", "Heroine" eWarning
No início de 2017, foi relatado que os contratos de membros da Wonder Girls expiraram este ano, gerando uma grande série de rumores de que os membros planejavam mudar de agência, e depois que o cartaz do grupo foi removido do prédio da JYP Entertainment, ainda mais especulação de uma possível dissolução do grupo.
Em 26 de janeiro, a JYP Entertainment anunciou oficialmente a separação do grupo, declarando: "A decisão foi tomada após muitas conversas entre os membros e a agência". Também foi anunciado que a Sunmi decidiu não renovar contrato com a JYP Entertainment e que ela deixaria a agência, assim como a membro Yeeun. O grupo lançou em 10 de fevereiro um último single, intitulado "Draw Me", como um agradecimento aos fãs e como um adeus, além de ser lançado no décimo aniversário do grupo.

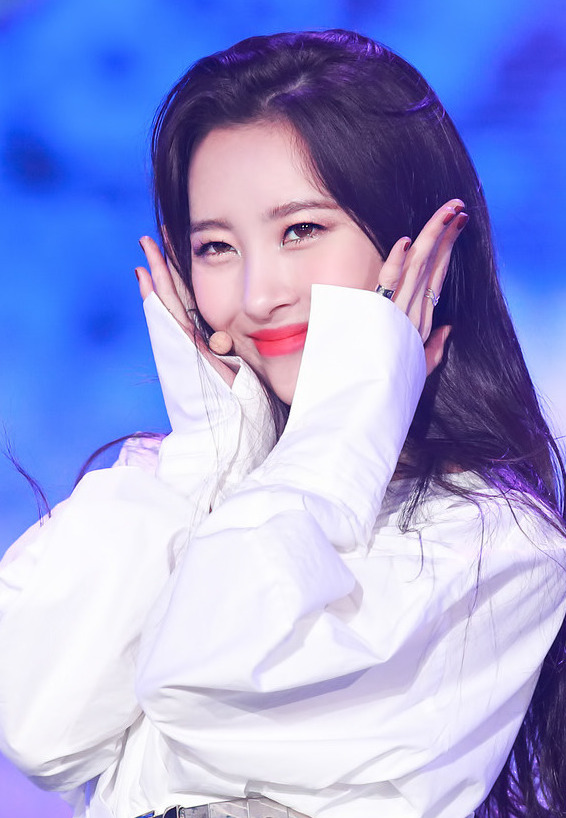
Sunmi cantando "Gashina" no Korea Music Festival, em outubro de 2017.

Em 14 de março, foi confirmado que a Sunmi havia assinado um contrato com a MakeUs Entertainment como solista. MakeUs Entertainment é a agência de talentosos cantores como Park Won e Urban Zakapa. Uma fonte da agência explicou: "Vamos apoiar a Sunmi completamente com o ambiente musical certo para ajudá-la a se fortalecer como cantora". Eles também compartilharam uma imagem com a mensagem "Welcome SunMi" em suas redes sociais para receber o novo vocalista. Por sua parte, Sunmi comentou: "Na minha nova agência, vou me esforçar na minha música e mostrar a todos um novo lado de mim mesmo, antes disso, gostaria de agradecer à minha agência anterior, fãs e conhecidos por seu apoio."
Em 24 de julho, sua agência anunciou que faria seu retorno solo em agosto, após rumores sobre seu retorno no final de maio. Em 10 de agosto, a MakeUs Entertainment revelou o primeiro teaser, confirmando que Sunmi retornaria em 22 de agosto com uma música intitulada "Gashina", que havia sido produzida pela The Black Label, e que Sunmi havia participado da escrita de letras da música. Durante os dias seguintes, Sunmi revelou mais teasers, até 18 de agosto, o primeiro teaser do vídeo foi revelado, onde Sunmi foi vista bebendo um milkshake em um restaurante vazio, então momentos depois ela começou a dançar expressivo, além de que um pequeno fragmento da música foi ouvido em segundo plano. Em 22 de agosto, o videoclipe de "Gashina" foi finalmente lançado. A música obteve uma excelente recepção pelo público, posicionando-se primeiro na posição número 1 nas listas de Genie e Bugs, na posição número 2 em Soribada, e na posição número 3 em Melon, Mnet e Naver.
Em 22 de dezembro de 2017, uma fonte da MakeUs Entertainment revelou que Sunmi estava se preparando para fazer seu retorno solo em janeiro de 2018, embora tenha esclarecido que nada havia sido decidido. Em 2 de janeiro de 2018, Sunmi revelou uma foto promocional, confirmando que em 18 de janeiro ela retornaria com uma música intitulada "Heroine", que havia sido produzida novamente pela The Black Label, e onde Sunmi também participou da composição das letras. Sunmi retornou com um single intitulado "Heroine" em 18 de janeiro de 2018. Sunmi descreveu o single como um prefácio de seu anterior single, "Gashina".
Em 4 de setembro, Sunmi lançou seu segundo EP intitulado Warning, junto com o single "Siren". "Siren" recebeu um all-kill em seis paradas musicais locais.

### 2019–presente: Noir e Lalalay
Em 4 de março de 2019, ela lançou o seu terceiro single digital intitulado "Noir". As letras de "Noir" foram escritas pela própria, e a música foi composta também por ela mesma e o compositor El Capitxn. A música não receberá promoções nos programas musicais da Coreia do Sul. No dia 7 de agosto,a cantora publicou uma foto no seu instagram, uma borboleta num fundo violeta,depois ela revelou que a música se chamaria Lalalay e seria lançada no dia 27 de agosto de 2019 ás 18:00  KST

## Discografia
- Full Moon (2014)
- Warning (2018)

## Filmografia

### Televisão
| Ano  | Título             | Emissora | Papel |
| ---- | ------------------ | -------- | ----- |
| 2014 | Fashion King Korea | SBS      | —     |